# 정유정
정유정(1966년 8월 15일 ~ )은 대한민국의 소설가이다. 2007년 《내 인생의 스프링 캠프》로 제1회 세계청소년문학상을 수상하며 등단했다.

## 생애
1966년 8월 15일 전라남도 함평군에서 2남 2녀 중 장녀로 태어났다. 기독간호대학을 졸업하고, 1987년부터 1992년까지 광주보훈병원에서 간호사로 근무했다. 1992년부터 2000년까지는 건강보험심사평가원 심사직으로 일했다.
어머니가 3년 반동안 암 투병을 하다가 돌아가시면서 20대 내내 집안 생계와 동생들을 돌보며 힘들게 보냈다. 희곡작가였던 외삼촌이 힘들게 살다가 요절했기 때문에 어머니는 정유정이 작가가 되는 것을 반대했다. 어머니가 돌아가신 뒤 직장을 그만두고 본격적으로 소설을 쓰기 시작했다.
1994년 남동생의 친구인 두 살 연하의 남편과 결혼했다. 남편은 119 구조대 출신으로 현재 광주소방학교 교수이며, 슬하에 아들 한 명을 두었다.
천주교 신자이며 세례명은 스텔라이다.

## 작가 경력
《내 인생의 스프링 캠프》로 5천만 원 고료 2007년 제1회 세계청소년문학상을 수상했고 《내 심장을 쏴라》로 1억 원 고료 2009년 제5회 세계문학상을 받았다. 수상 이후 일체의 작품 발표 없이 장편소설 《7년의 밤》 집필에만 몰두하여 2011년 출간하였다. 그 외 저서로는 《열한살 정은이》 등이 있다.

## 작품 목록

### 소설
- 《열한 살 정은이》 (밝은세상) 2000년 8월 ISBN 978-89843700-7-4
- 《이별보다 슬픈 약속》 (밝은세상) 2002년 5월 ISBN 978-89843702-0-3
- 《마법의 시간》 (밝은세상) 2004년 2월 ISBN 978-89843704-1-8
- 《내 인생의 스프링 캠프)》 (비룡소) 2007년 7월 ISBN 978-89491207-6-8 제1회 세계청소년문학상 수상
- 《내 심장을 쏴라》 (은행나무) 2009년 5월 ISBN 978-89566029-9-8 제5회 세계문학상 수상.
- 《7년의 밤》 (은행나무) 2011년 3월 ISBN 978-89566049-9-2
- 《28》 (은행나무) 2013년 6월 ISBN 978-89566070-3-0
- 《종의 기원 (장편 소설)(영어판)》 (은행나무) 2016년 5월 ISBN 978-89566099-5-9
- 《진이, 지니》 (은행나무) 2019년 5월 ISBN 979-11899821-4-0
- 《완전한 행복》
- 《영원한 천국》

### 에세이
- 《정유정의 히말라야 환상방황》 (은행나무) 2014년 4월 ISBN 978-89566077-2-6

공저
- 《정유정, 이야기를 이야기하다 (소설은 어떻게 쓰여지는가)》 (은행나무) 2018년 6월 ISBN 979-11888101-2-3

### 영화화
- 《내 심장을 쏴라》는 여진구 주연의 영화로 개봉했다.
- 2018년 개봉한《7년의 밤》은 추창민이 감독하고 류승룡, 장동건, 송새벽, 고경표 등이 출연했다.